# Gronings-Oost-Friese dialecten
De Gronings-Oost-Friese dialecten zijn een groep Friso-Saksische variëteiten die samen het Gronings-Oost-Fries vormen. Ze worden ook weleens apart gezien als Gronings en Oost-Fries, waarbij de grens tussen Nederland en Duitsland (Groningen en Oost-Friesland) als taalgrens gezien wordt. Onterecht, gezien het dialect over de grens in bijna ongewijzigde vorm doorgaat. De indeling van de dialecten staat hieronder vermeld, waarbij de nummers verwijzen naar de nummers op het kaartje.

## Gronings
1 Kollumerpompsters, gesproken in het Friese dorp Kollumerpomp
2 Westerkwartiers, gesproken ten westen van het Reitdiep en in het oosten van de Friese gemeente Kollumerland
3 Hogelandsters, gesproken op het Hoogeland
4 Stadsgronings, gesproken in de stad Groningen en Haren
5 Noordenvelds of Noord-Drents, gesproken in de kop van Drenthe; soms als Drents dialect gezien
6 Veenkoloniaals, gesproken in de Groningse en Drentse Veenkoloniën en Winschoten
7 Westerwolds, gesproken in de dorpen Sellingen, Onstwedde, Vlagtwedde, Wedde en Ter Apel
8 Oldambtsters, gesproken in het oosten van Fivelingo en in het Wold-Oldambt; vrijwel geheel overeenkomstig met Reiderlands

## Oost-Fries
8 Reiderlands, gesproken in de Nedersaksische gemeentes Bunde, Jemmingen en Weener; vrijwel geheel overeenkomstig met Oldambtsters. Ook het Emder Plat kent veel kenmerken van het Reiderlands en wordt er soms ook bij gerekend.
9 Veen-Oost-Fries, gesproken in het veengebied, het zuiden van Oost-Friesland.
10 Brookmerlands of Klei-Oost-Fries, gesproken in het Brookmerland, Norderland en Aurich en omgeving
Soms wordt het Harlingerlands ook tot het Oost-Fries gerekend, maar bezit in mindere mate de Friese Substraat. Zo zeggen ze in het Oost-Fries proten (praten) en in het Harlingerlands snacken zoals in de andere Noord-Nedersaksische varianten.
Het Oldambtsters en het Reiderlands worden soms ook wel als één dialect gezien, het Oldambtsters-Reiderlands, gezien er nauwelijks verschil tussen beide vormen bestaat.